# Estación de Aljucén
Aljucén es una estación ferroviaria situada en el municipio español de Mérida en la provincia de Badajoz, comunidad autónoma de Extremadura. Dispone de servicios de Media Distancia operados por Renfe.

## Situación ferroviaria
La estación que se encuentra situada a 209,9 metros de altitud forma parte del trazado de las siguientes líneas:
- Línea férrea de ancho ibérico Ciudad Real-Badajoz, punto kilométrico 459,1.[1]
- Línea férrea de ancho ibérico Aljucén-Cáceres, punto kilométrico 0.[1]

## Historia
La estación fue inaugurada el 20 de octubre de 1864 con la apertura del tramo Badajoz-Mérida de la línea que buscaba unir Ciudad Real con Badajoz. La Compañía de los ferrocarriles de Ciudad Real a Badajoz fue la impulsora de la línea y su gestora hasta el 8 de abril de 1880, fecha en la cual fue absorbida por MZA. Esta última se hizo también con el ramal que la compañía tenía hasta Cáceres y que nacía en Aljucén. En 1941, la nacionalización del ferrocarril en España supuso la desaparición de MZA y su integración en la recién creada RENFE. 
Desde el 31 de diciembre de 2004 Renfe Operadora explota el tráfico ferroviario mientras que Adif es la titular de las instalaciones.
La estación inicial, disponía de 4 vías y 2 apartaderos. En 2002 se eliminaron los apartaderos y 2 vías, quedando solo las laterales al 2.º andén. Actualmente, el recinto presta servicio de viajeros y cuenta con un jefe de estación.

## Servicios ferroviarios

### Media Distancia
Los trenes de Media Distancia operados por Renfe tienen como principales destinos las ciudades de Puertollano, Mérida, Cáceres, Badajoz y Alcázar de San Juan.
| Línea MD | Trenes          | Origen/Destino                             |  | Destino/Origen |
| -------- | --------------- | ------------------------------------------ |  | -------------- |
|          | MD              | Alcázar de San Juan                        |  | Badajoz        |
|          | Regional Exprés | Mérida Villanueva de la Serena Puertollano |  | Badajoz        |
| 52       | Regional Exprés | Mérida                                     |  | Plasencia      |
| 52       | Regional Exprés | Cáceres                                    |  | Zafra          |